# Blausturmvogel
Der Blausturmvogel (Halobaena caerulea) ist eine monotypische Vogelart aus der Familie der Sturmvögel (Procellariidae). Es handelt sich um einen sehr kleinen Sturmvogel, der große Ähnlichkeit mit den Walvögeln aufweist. Wesentliches Unterscheidungsmerkmal ist die dunkle Kopfkappe, die bei Walvögeln nicht vorkommt.
Die IUCN stuft den Blausturmvogel als ungefährdet (least concern) ein, da das Verbreitungsgebiet dieser Art sehr groß ist und die Populationszahlen stabil zu sein scheinen. Der weltweite Bestand wird auf drei Millionen geschlechtsreife Individuen geschätzt.

## Erscheinungsbild

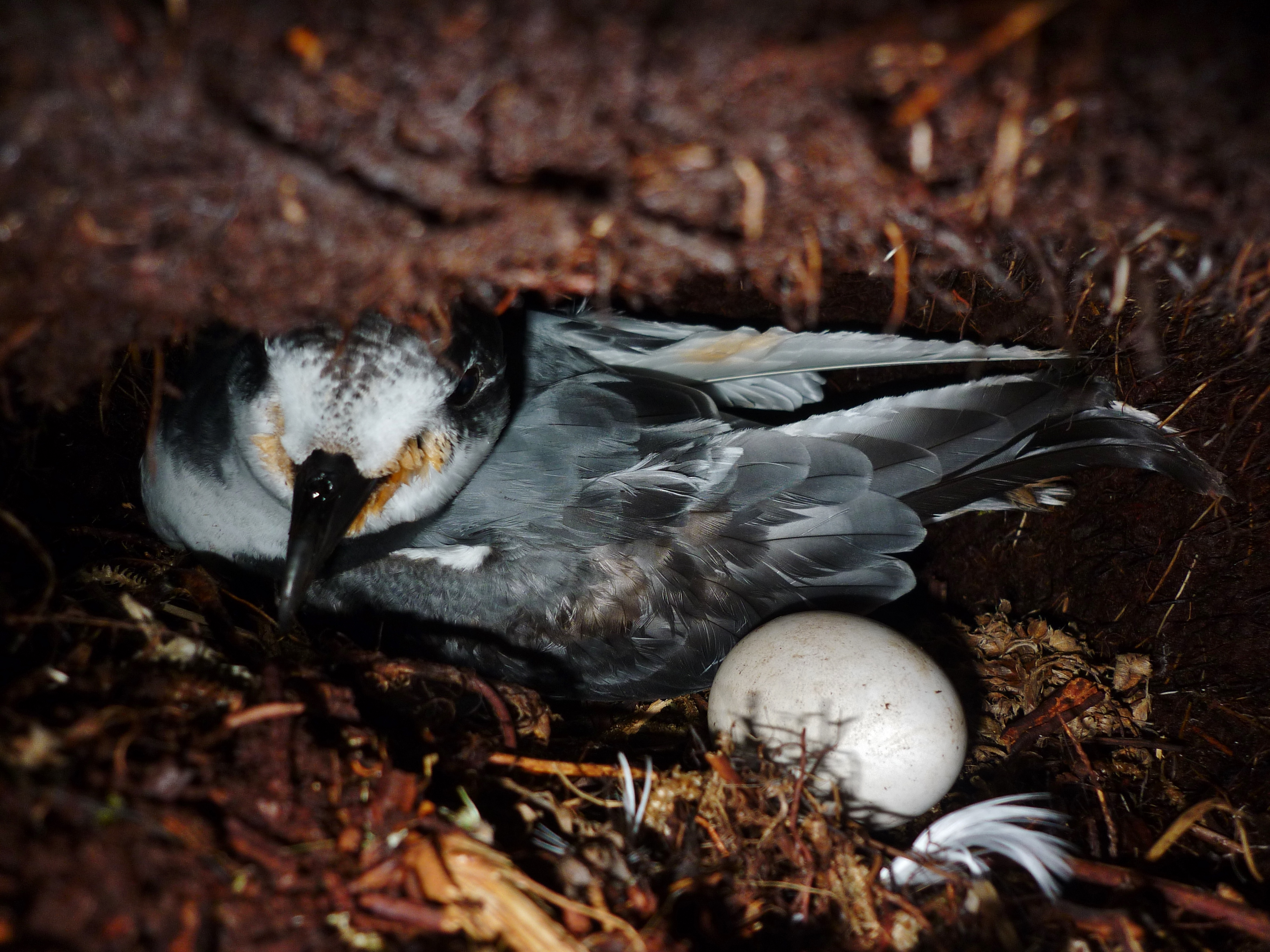
Blausturmvogel mit Ei

Der Blausturmvogel erreicht eine Körperlänge von 26 bis 32 Zentimeter. Die Flügellänge beträgt 19,8 bis 23,3 Zentimeter und die Flügelspannweite 62 bis 71 Zentimeter. Das Gewicht der Blausturmvögel variiert zwischen 152 und 251 Gramm. Männchen sind tendenziell etwas größer und schwerer als die Weibchen.
Oberseite und Schwanz sind blaugrau, Scheitel, Genick und Schulterfedern sind im Vergleich dazu dunkler gefärbt. Ähnlich wie bei den Walvögeln verläuft ein dunkles „M“ über die Flügel. Der Vorderkopf ist überwiegend weiß mit einigen dunklen Sprenkeln. Die Körperunterseite ist überwiegend weiß. Die Füße sind blau und haben fleischfarbene Schwimmhäute. Jungvögel haben ein ähnliches Federkleid wie die adulten Vögel.

## Stimme
Auf hoher See ist der Blausturmvogel überwiegend schweigsam. In den Brutkolonien dagegen sind die adulten Vögel vor allem während der Nacht zu vernehmen. Sie geben Rufe von sich, die an die Lautäußerungen von Tauben erinnern. Lautmalerisch werden sie mit kuk-kuk-kuk coo-coo umschrieben. Es gibt bei den Rufen der Männchen geographische Unterschiede. Bei den Weibchen wurde dies bislang nicht beobachtet.

## Verbreitungsgebiet

Verbreitungsgebiet des Blausturmvogels (blau)

Der Blausturmvogel ist in den antarktischen Gewässern zu finden. Nur sehr selten trifft man ihn nördlicher als 40° S an. Er brütet unter anderem auf den Prinz-Edward-Inseln, den Crozetinseln, den Kerguelen und auf Macquarie sowie im Süden von Chile. Außerhalb der Fortpflanzungszeit wird er bis an die Küsten Südaustraliens, Neuseelands, dem Süden Südamerikas und Südafrika beobachtet. Der größte Teil der Population hält sich jedoch ganzjährig in der Region der Brutinseln auf.

## Lebensweise

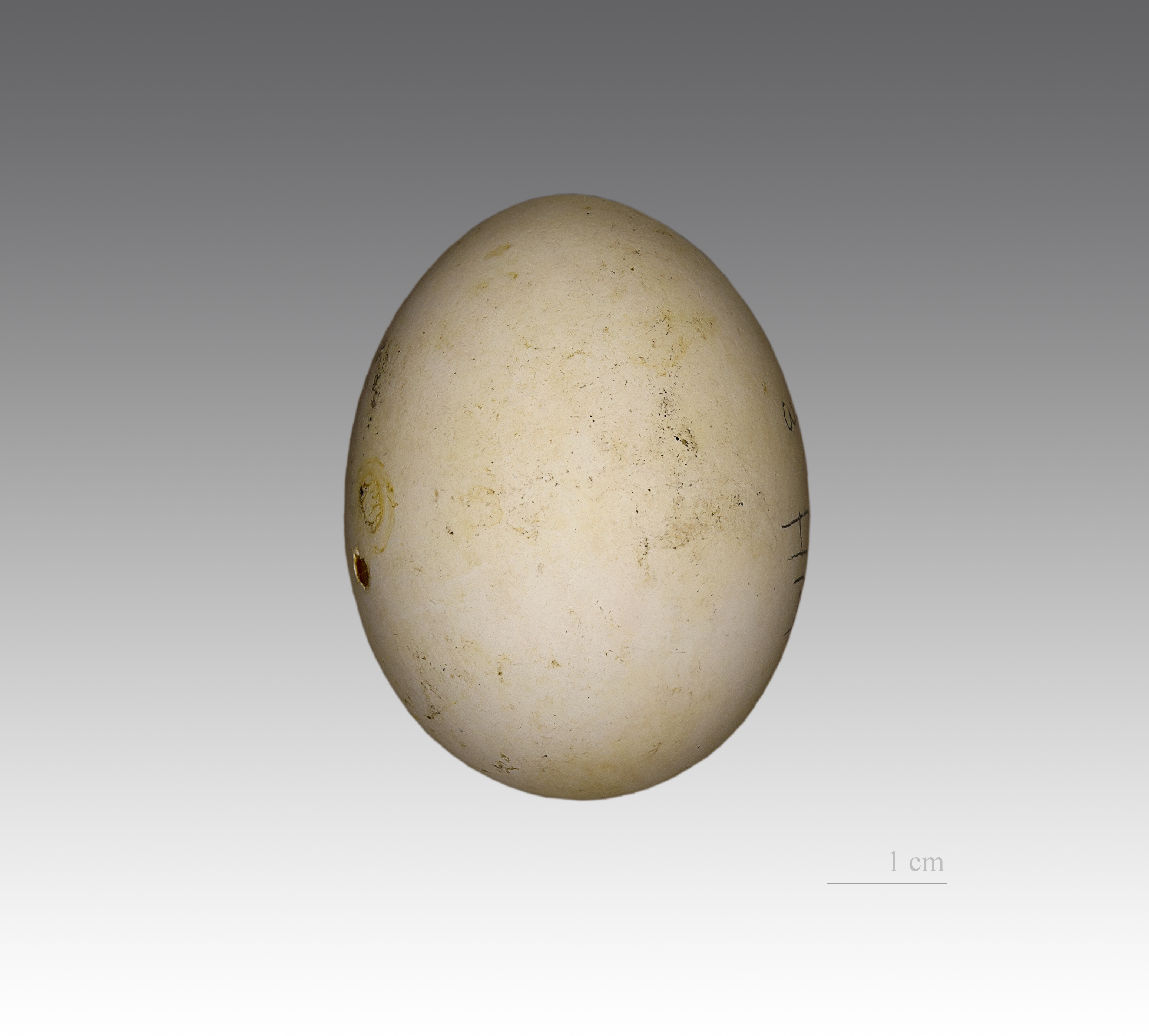
Blausturmvogel-Ei

Der Blausturmvogel frisst Krustentiere, Fische, Kopffüßer und gelegentlich auch Insekten. Während der Nahrungssuche ist er häufig mit Walvögeln vergesellschaftet und gelegentlich folgt er auch Schiffen. Er lebt ganzjährig gesellig und brütet in Kolonien.
Blausturmvögel brüten in selbst gegrabenen Erdbauen von einer Länge zwischen 15 und 37 Zentimeter. Diese werden gewöhnlich an sanft geneigten und zum Meer ausgerichteten Hängen zwischen Grasbüscheln gegraben. Auf den Kerguelen scheint es eine Nistplatzkonkurrenz mit Belcher-Sturmvögeln zu geben. Die eigentliche Nistmulde ist gelegentlich mit Blättern und kleinen Ästchen ausgelegt. 
Die Fortpflanzungszeit fällt in den Zeitraum September bis Februar. Die Eiablage fällt gewöhnlich in den Zeitraum Oktober. Das Gelege besteht aus einem einzelnen, weißschaligen Ei. Die Brutzeit beträgt 45 bis 49 Tage. Die Jungvögel sind nach 43 bis 60 Tagen flügge. Beide Elternvögel sind gleichermaßen an der Brut wie an der Aufzucht des Jungvogels beteiligt. 
Wie viele andere in Erdbauen brütende Seevögel leidet auch der Blausturmvogel unter der Einführung von Säugetieren auf seinen Brutinseln. Ratten haben dazu beigetragen, dass die Zahl der brütenden Vögel auf der Macquarieinsel signifikant zurückgegangen ist. Auf Possession Island sind die Brutkolonien aufgrund der eingeführten Ratten erloschen. Verwilderte Hauskatzen wirken sich außerdem auf den Brutbestand auf den Kerguelen und den Prinz-Edward-Inseln aus.

## Forschungsgeschichte
Der französische Arzt und Naturforscher Prosper Garnot berichtete 1822, auf den Falklandinseln einen Blausturmvogel gesehen zu haben. Es gibt aber keine Hinweise, dass diese Art jemals auf den Falklandinseln gebrütet hat. Vergleichbare Berichte gab es auch aus späteren Jahren, obwohl bereits in den 1950er Jahren Ornithologen darauf hinweisen, dass diese Art mit Sicherheit nicht auf den Falklandinseln brütete. Bei den beobachteten Vögeln handelt es sich mit großer Sicherheit immer um Belcher-Sturmvögel aus der Gattung der Walvögel, die mit dem Blausturmvogel große Ähnlichkeit aufweisen.

## Belege

### Einzelbelege
1. ↑   BirdLife Factsheet zum Blausturmvogel, aufgerufen am 13. Dezember 2010
2. ↑  Shirihai, S. 181
3. ↑   Shirihai, S. 181
4. ↑   Shirihai, S. 178
5. ↑   Shirihai, S. 181
6. ↑   Wood, S. 46